# Le Thuit-Simer
Pour les articles homonymes, voir Thuit.
Le Thuit-Simer [lə tɥi sime] est une ancienne commune française, située dans le département de l'Eure en région Normandie, devenue le 1er janvier 2016 une commune déléguée au sein de la commune nouvelle du Thuit de l'Oison.

## Géographie
La localité du Thuit-Simer se situe au nord du département de l'Eure, dans la région du Roumois, au sud-est de Bourgtheroulde-Infreville. Le Thuit-Simer a une église éloignée du centre du village. La mairie et l'école se trouvent toutes les deux à côté.

## Toponymie
Le nom de la paroisse est attesté sous la forme Tuyt Symer en 1259 (inv. du Bec), Tuitymer au XVe siècle (p. de Raoul Roussel), Thuissimer en 1480, Thuict Symer en 1620, Thuit Sime en 1654 (mém. de Campion), Thuissimé en 1717 (signature du curé), Le Thuissinier en 1726 (Dict. univ. de la France), Tuit-Cimer en 1828 (Louis Du Bois).
La forme Thuit-Sime de 1654 révèle l'ancienne prononciation.
Thuit est un appellatif toponymique normand (ou normannique) issu du vieux norrois þveit dans certains cas et du vieux danois thwēt dans d'autres et signifiant « essart » (terrain défriché, pièce de terre défrichée). Dans la documentation ancienne, il peut être écrit Tuyt et Twit également et comme second élément d'un toponyme, il est généralement orthographié -tuit. On le trouve notamment dans le département de l'Eure, ainsi qu'en Seine-Maritime.
Le second élément Simer représente un anthroponyme, peut-être le nom d'homme anglo-saxon Saemar déjà rencontré dans Smermesnil (Seine-Maritime, Semermesnil 1192) ou le nom de personne norrois Sigmarr (variante vieux danois Sighmar) dont le [g] s'est régulièrement amui dans cette position, la forme de 1259 étant trop tardive pour en garder trace.

## Politique et administration
| Période                                  | Période | Identité       | Étiquette | Qualité                    |
| ---------------------------------------- | ------- | -------------- | --------- | -------------------------- |
| avant 1981                               | ?       | Jean Friquet   |           |                            |
| 1996                                     | 2014    | Jean Lecluse   | SE        | Retraité Fonction publique |
| 2014                                     | 2020    | Gérard Lesueur |           |                            |
| Les données manquantes sont à compléter. |         |                |           |                            |

## Démographie
L'évolution du nombre d'habitants est connue à travers les recensements de la population effectués dans la commune depuis 1793. À partir du 1er janvier 2009, les populations légales des communes sont publiées annuellement dans le cadre d'un recensement qui repose désormais sur une collecte d'information annuelle, concernant successivement tous les territoires communaux au cours d'une période de cinq ans. 
Pour les communes de moins de 10 000 habitants, une enquête de recensement portant sur toute la population est réalisée tous les cinq ans, les populations légales des années intermédiaires étant quant à elles estimées par interpolation ou extrapolation. Pour la commune, le premier recensement exhaustif entrant dans le cadre du nouveau dispositif a été réalisé en 2008,.
En 2013, la commune comptait 458 habitants, en évolution de +19,27 % par rapport à 2008 (Eure : +2,66 %, France hors Mayotte : +2,49 %).
| 1793 | 1800 | 1806 | 1821 | 1831 | 1836 | 1841 | 1846 | 1851 |
| ---- | ---- | ---- | ---- | ---- | ---- | ---- | ---- | ---- |
| 330  | 317  | 330  | 343  | 283  | 315  | 306  | 308  | 269  |

| 1856 | 1861 | 1866 | 1872 | 1876 | 1881 | 1886 | 1891 | 1896 |
| ---- | ---- | ---- | ---- | ---- | ---- | ---- | ---- | ---- |
| 291  | 307  | 339  | 338  | 305  | 305  | 282  | 264  | 228  |

| 1901 | 1906 | 1911 | 1921 | 1926 | 1931 | 1936 | 1946 | 1954 |
| ---- | ---- | ---- | ---- | ---- | ---- | ---- | ---- | ---- |
| 230  | 209  | 178  | 149  | 157  | 141  | 126  | 126  | 153  |

| 1962 | 1968 | 1975 | 1982 | 1990 | 1999 | 2008 | 2013 | - |
| ---- | ---- | ---- | ---- | ---- | ---- | ---- | ---- | - |
| 143  | 155  | 189  | 243  | 342  | 347  | 384  | 458  | - |

## Culture locale et patrimoine

### Lieux et monuments
- Église Saint-Ouen[10]

### Patrimoine naturel

#### Site classé
- L'if situé dans le cimetière,  Site classé (1928)[11].

### Héraldique
| Armes du Thuit-Simer | Ces armes peuvent se blasonner ainsi aujourd'hui : d'or aux deux bandes de gueules, à un lion d'azur brochant sur le tout, à la filière soudée d'argent. |